# Сатара
Сатара је велики нож који варира у свом облику, али обично подсећа на секиру са правоугаоном оштрицом. У великој мери се користи као кухињски или месарски нож и углавном је намењен за сечење великих комада меких костију и резање дебелих комада меса. Широка страна ножа се такође може користити за гњечење у припреми хране (као што је бели лук), а може се користити и за прикупљање сецканих предмета.
Алати описани као сатаре били су у употреби још од ашелског периода. 

## Дизајн
За разлику од осталих кухињских ножева, сатара има посебно чврсту ивицу која је намењена да издржи поновљене ударце директно у дебело месо, густу хрскавицу, кост и даску за сечење испод. Ова отпорност се постиже коришћењем мекшег, жилавог челика и дебљег сечива, јер се оштрица од тврђег челика или тање оштрице може сломити или извити при тешкој употреби.
У употреби се замахује као чекић –  сече се право уместо да се сече покретом тестере. Део замаха произилази из тога колико јако корисник замахује сатаром, а други део од тога колико је тешка сатара. Због тога ивица секача за месо не мора бити посебно оштра – у ствари, оштрица као код ножа на сатари је непожељна. Ошрица за сатару за месо, на приближно 25°, је много тупља него код других кухињских ножева. 
Чврст метал и дебела оштрица сечива такође га чине погодним алатом за дробљење бочном страном сечива, док би неки тврди, танки ножеви за сечење могли да попуцају под таквим сталним напрезањем.
Неке сатаре имају малу рупу, у горњем предњем углу, за качење на зид. Месар их обично не поставља равно, јер сечиво се може отупити или оштетити. 

## Примена
Сатаре се првенствено користе за сечење танких или меких костију и тетива. Код пилетине, на пример, може да се користи за сечење танких костију или за одвајање ребара. Такође се могу користити за припрему тврдог поврћа и друге хране, као што је тиква, где постоји опасност да се танко сечиво сломи.
Не користе се за сечење чврстих, дебелих и тврдих костију – уместо тога се користи тестера за кости, било ручна или електрична.

### Културне референце
Прича из Чуанг Цеа о правилној употреби сатаре говори о месару који је без напора секао лешеве волова, а да никада није морао да наоштри сатару. На питање како је то урадио, одговорио је да није секао кроз кости, већ кроз простор између костију. 
Објашњавајући свој идеал junzi-а (господин, племић), Конфучије је приметио „Зашто користити сатару за вола да се сече кокошка?“ о узалудности обичних људи који желе да се угледају на племиће. 

## Источна Азија

### Кинеска "сатара"
Кинески куварски нож се често погрешно назива "сатара", због сличног правоугаоног облика. Међутим, кинески куварски ножеви су много тањи у пресеку и имају намену као кухињски ножеви опште намене, и углавном се користе за резање меса без костију, сецкање поврћа, као и за гњечење луковица белог лука или ђумбира; а истовремено служи и као лопатица за ношење припремљених састојака у вок. 
За касапљење и припрему меса са костима постоји тежа кинеска „сатара“, која се користи на сличан начин као и западњачка.

### Јапан
У јапанском кухињском прибору, главна сатара који се користи је лаки deba bōchō, првенствено за одсецање главе рибе.